# Lorenzo Ruiz
San Lorenzo Ruiz (Binondo, c. 1600-29 de septiembre de 1637) fue un notario filipino, que murió martirizado en Okinawa. Fue el primer santo filipino.

## Biografía
Ruiz nació en Binondo, Manila (Filipinas). Su padre, de origen chino le enseñó el idioma chino, y su madre filipina le enseñó tagalo. Ambos eran católicos. Lorenzo sirvió en el convento de la iglesia de Binondo como sacristán. Años más tarde, se hizo miembro de la Confraternidad del Santo Rosario. 
A Lorenzo lo acusaron falsamente de asesinato y buscó asilo a bordo de una nave con tres sacerdotes dominicos, san Antonio González, san Guillermo Courtet y san Miguel de Aozaraza, además del sacerdote japonés san Vicente Shiwozuka de la Cruz, y un laico llamado san Lázaro de Kyoto, que padecía de lepra. El barco tocó tierra en Okinawa y el grupo fue arrestado por su religión cristiana. Aun torturados no abjuraron de su fe, y murieron mártires.
Lorenzo Ruiz fue beatificado en Manila de febrero el 18 de 1981 por el papa Juan Pablo II, que lo canonizó el 18 de octubre de 1987.
Es venerado en la Basílica Menor y Santuario Nacional de San Lorenzo Ruiz (Iglesia de Binondo)